# 杰克·希尔斯
杰克·希尔斯（Jack G. Hills）是一名美国天文学家。他曾提出内奥尔特云的概念，该区域因此也冠上他的姓，称为“希尔斯云”。他大部分职业生涯都是在美国洛斯阿拉莫斯国家实验室渡过的。从1998年开始，他成为该实验室的研究员。

## 拓展阅读
- Jack G. Hills. . Astronomical Journal. 1981, 86: 1730–1740. Bibcode:1981AJ.....86.1730H. doi:10.1086/113058.
- J. G. Hills. . Nature. 1984, 311 (5987): 636–638. Bibcode:1984Natur.311..636H. doi:10.1038/311636a0.